# 少女的時代 (連續劇)
《少女的時代》為NHK於2017年4月3日至2017年9月30日播出的第96部晨間小說連續劇，由有村架純主演。

## 企劃與製作
1964年，這一年東京正在舉辦奧運，出生在茨城縣西北部奧茨城村的女主角谷田部峰子，是個穩重悠閒的女孩。沒有什麼遠大的夢想的她，原本計畫高中畢業後就在田裡幫忙，然後就這樣嫁人，但是在高中三年級的時候，她的人生突然迎來巨大的改變。前往東京打拼的父親突然下落不明，為了尋找父親的她決定透過集團就職前往東京，在墨田區的工廠邊工作邊尋找父親。但是，奧運會後工廠因經營不善而倒閉，女主角後來在父親常去的西餐廳工作，她在西餐廳工作期間，不斷克服各式各樣的挑戰，自我因而逐漸成長。本劇的故事主軸是「不先打蛋，就無法做煎蛋（卵を割らなければ、オムレツは作れない）」，所代表的意義為「要勇於接受新事物（新しいことを始めるには勇気がいる）」。
演出女主角的是在2013年前期的晨間劇《小海女》中飾演女主角母親年輕時期的有村架純。編劇及製作人相中她待人親切的個性，與劇中主角的人物設定相同，因此直接跳過徵選的程序，由她擔任此部晨間劇的女主角（2014年前期晨間劇《花子與安妮》也是依照此種方式決定由吉高由里子擔任女主角）。劇本為擔任編劇的岡田惠和的原創作品，這也是他繼《水姑娘》及《太陽公公》後，第3度執筆創作晨間劇劇本。9月26日公布其他演員人選，11月2日於茨城縣高萩市正式開鏡。
《少女的時代》的續篇《少女的時代2》於2019年3月25日至28日連續四天的晚上7:30至8:00，在NHK綜合台播出。

## 拍攝地點
茨城縣高萩市
奥茨城村、谷田部家住宅、上賀口巴士站拍攝地
茨城縣久慈郡大子町
塙地區蒟蒻田：1964年東京奧運村中聖火傳遞路線。
諏訪神社廣場：1964年東京奧運村中聖火傳遞路線。下課後峰子、時子、三男在此地聊天
茨城縣常陸太田市
地德橋附近：峰子上學途中必經之地
里川堤防、舊町屋變電所、町屋町宿通：1964年東京奧運村中聖火傳遞路線
白羽橋：1964年東京奧運村中聖火傳遞路線。放學時的澄子於此地巧遇奶奶
茨城縣常陸大宮市
小祝地區、小貫地區：奥茨城村的巴士行駛地區
長野縣松本市
長野縣松本深志高等學校：峰子就讀的茨城縣立常陸高等學校
靜岡縣濱松市
濱松賽車場：東京都上野車站
靜岡縣富士市
小野製紙：峰子畢業後任職的向島電機外觀
東京都大田區
山王小路飲食店街（通稱：地獄谷）：目擊者目睹阿實出沒的小巷弄所在地
東京都葛飾區
酒鬼橫丁：阿實追捕小偷的巷弄所在地
神奈川縣小田原市
小田原城・馬出門：1966年披頭四日本演唱會入口警衛檢查處
小田原城址公園週邊：日本武道館週邊
東京都八王子市
帝京大學八王子校區9號館：慶應義塾大學，峰子與島谷於此地約會

### 拍攝地點圖片

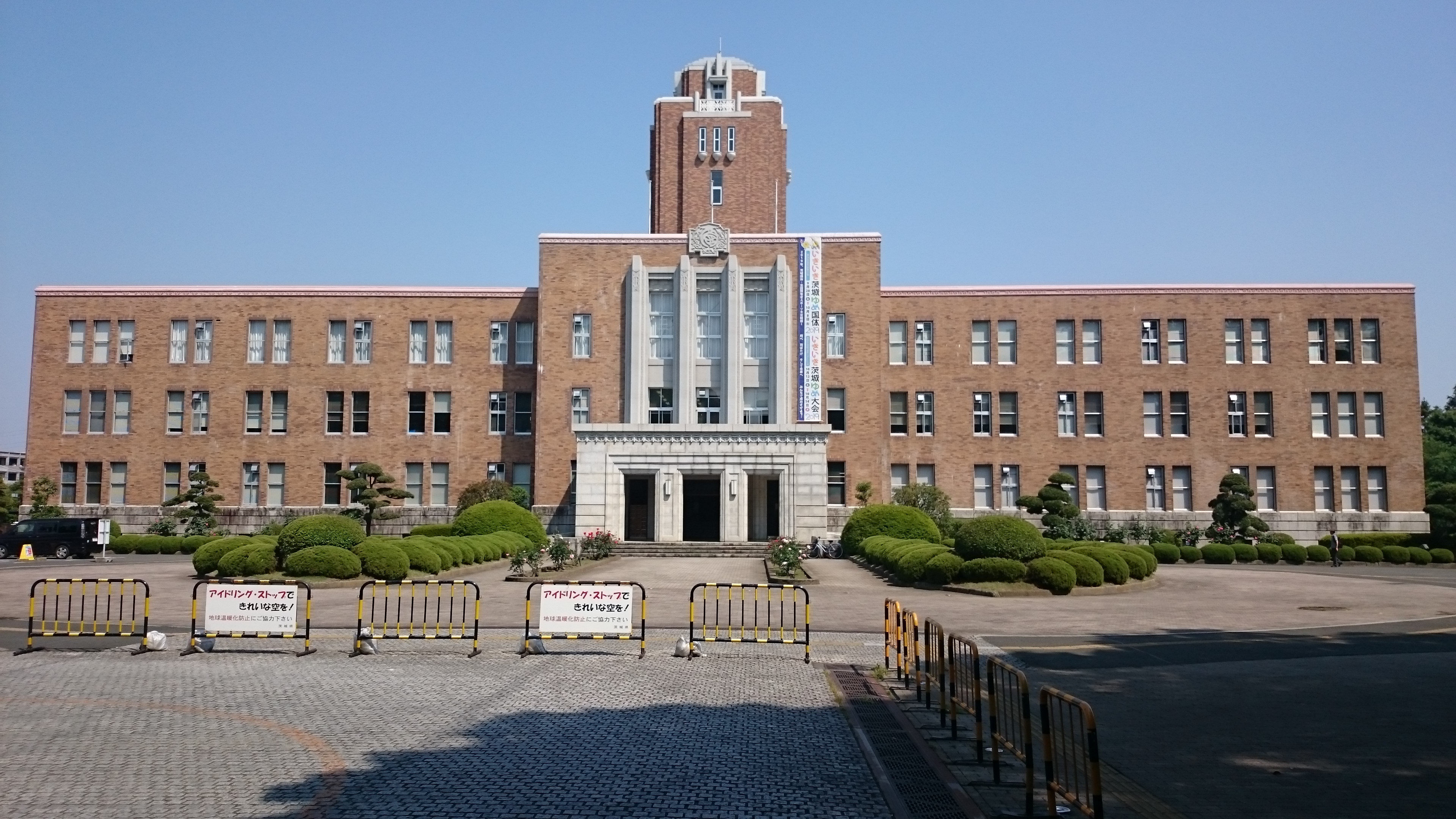
茨城縣水戶市茨城縣廳（NHK東京放送會館的外觀）
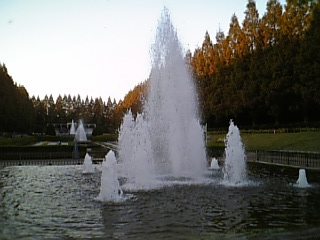
神奈川縣相模原市相模原公園（已成為社會新鮮人的峰子、時子與三男為敘舊而前往的日比谷中央公園）

## 劇情概要
時間是1964年的茨城，剛起床的谷田部峰子（有村架純 飾）跑到自家的農田檢查稻米生長的狀況，並到雞舍採集了幾顆新鮮的雞蛋。同時，離峰子家鄉不遠的東京正如火如荼得準備奧運會的到來。此時的她，悠閒的與母親（木村佳乃 飾）、祖父（古谷一行 飾）、以及弟妹們生活，等待著為了還債而離鄉工作的父親（澤村一樹 飾）的歸來。然而，她從來沒想到，不久後父親的失蹤，讓她也遠赴東京打拼，展開了找回家庭幸福的大冒險……

## 登場人物

### 主角
- 谷田部峰子（谷田部みね子）→前田峰子：有村架純（香港配音：黃昕瑜）

本劇主角。

### 茨城的人們

#### 谷田部家
- 谷田部實：澤村一樹（香港配音：雷霆）

峰子的父親。
- 谷田部美代子：木村佳乃（香港配音：陸惠玲）

峰子的母親。
- 谷田部茂：古谷一行（香港配音：譚炳文）

峰子的祖父。
- 谷田部千代子（谷田部ちよ子）：宮原和（香港配音：何晶晶）

峰子的妹妹。
- 谷田部進：高橋來（香港配音：陳琴雲）

峰子的弟弟。

#### 小祝家
- 小祝宗男：峯田和伸（日语：峯田和伸）（香港配音：黃啟昌）

峰子的叔叔，阿實的弟弟。
- 小祝滋子：山崎静代（日语：山崎静代）（搞笑團體「南海甜心（日语：南海キャンディーズ）」）（香港配音：陳琴雲）

宗男的妻子，峰子的嬸嬸。
- 小祝元氣：矢吹陽都

宗男與滋子的長子。
- 小祝勇氣：日根武雅

宗男與滋子的次子。
- 小祝丈治：黑川晏慈

宗男與滋子的么子。

#### 助川家
- 助川時子：佐久間由衣（香港配音：張頌欣）

峰子的幼年玩伴，藝名和泉真琴。
- 助川君子：羽田美智子（香港配音：黃玉娟）

時子的母親。
- 助川正二：遠山俊也（日语：遠山俊也） （香港配音：朱子聰）

時子的父親。
- 助川豐作：澀谷謙人（日语：渋谷謙人）（香港配音：關令翹）

時子的哥哥，奧茨城村青年團副團長。

#### 角谷家
- 角谷三男→安部三男：泉澤祐希（香港配音：黃積權）

峰子的幼年玩伴。
- 角谷喜代（角谷きよ）：柴田理惠（香港配音：袁淑珍）

三男的母親。
- 角谷征雄：朝倉伸二（日语：朝倉伸二）（香港配音：林國雄）

三男的父親。
- 角谷太郎：尾上寛之（日语：尾上寛之）（香港配音：鄧志堅）

三男的哥哥，奧茨城村青年團團長。

#### 茨城的其他人們
- 益子次郎：松尾諭 （香港配音：陳卓智）

村內公車的車掌先生。
- 片根小太郎：城戸光晴（日语：城戸光晴）

村內公車的司機先生。
- 田神學：津田寛治（日语：津田寛治） （香港配音：馮錦堂）

峰子就讀的常陸高中的班導師。
- 木脇秋（木脇あき）：增田明美（日语：増田明美）（兼任旁白）（香港配音：沈小蘭）

峰子就讀的常陸高中的體育老師。
- 藤井老師：原扶貴子

峰子就讀的常陸高中的化學老師。
- 佐川武寬：久保晶（日语：久保晶）（香港配音：張炳強）

奧茨城村的村長。

### 東京的人們

#### 西餐廳「鈴振亭」
- 牧野鈴子：宮本信子（香港配音：雷碧娜）

西餐廳的老闆娘。
- 牧野省吾：佐佐木藏之介（香港配音：李錦綸）

西餐廳的大廚，鈴子的兒子。
- 牧野由香：島崎遙香（幼少時期：妹尾優里奈）（香港配音：羅孔柔）

省吾的女兒。
- 井川元治：谷井一郎（日语：やついいちろう）（香港配音：麥皓豐）

西餐廳的二廚。
- 朝倉高子→角谷高子：佐藤仁美（香港配音：謝潔貞）

西餐廳的服務生。
- 前田秀俊：磯村勇斗（香港配音：林筠翔）

西餐廳的實習廚師。

#### 收音機工廠「向島電機」
- 永井愛子→牧野愛子：和久井映見（香港配音：魏惠娥）

女子宿舍的舍監。
- 秋葉幸子→高島幸子：小島藤子（香港配音：林元春）

峰子的前輩職員，山形縣出身。
- 夏井優子→仙葉優子：八木優希（香港配音：何寶珊）

峰子的前輩職員，秋田縣出身。
- 青天目澄子：松本穗香（香港配音：何璐怡）

峰子的同期職員，福島縣出身。
- 兼平豐子：藤野涼子（香港配音：葉曉欣）

峰子的同期職員，青森縣出身。
- 森和夫：陰山泰（日语：陰山泰）（香港配音：李錦綸）

女子宿舍的廚師。
- 松下明：奥田洋平（日语：奥田洋平）（香港配音：蕭徽勇）

收音機工廠的主任，負責流水線作業。

#### 「茜莊」公寓
- 立花富：白石加代子（青年：藤間爽子）（香港配音：蔡惠萍）

公寓的房東。
- 島谷純一郎：竹內涼真（香港配音：李安邦）

原六號房住戶，就讀慶應大學經濟學部，佐賀縣鳥栖市出身。
- 久坂早苗：宍戶佑名（日语：シシド・カフカ）（香港配音：劉惠雲）

一號房住戶，職業女性，岩手縣一關市出身。
- 坪內祐二：浅香航大（香港配音：梁偉德）

三號房住戶，富山縣高岡市出身。
- 新田啓輔：岡山天音（日语：岡山天音）（香港配音：陳灝瑋）

三號房住戶，富山縣高岡市出身。

#### 茜坂商店街的人們
- 柏木一郎：三宅裕司（日语：三宅裕司）（香港配音：馮志輝）

日式點心店「柏木堂」的老闆。
- 柏木康晴（柏木ヤスハル）：古舘佑太郎（日语：古舘佑太郎）（香港配音：鄧港文）

一郎的養子。
- 福田五郎：光石研（香港配音：盧國權）

中華料理店「福翠樓」的老闆。
- 福田安江：生田智子（日语：生田智子）（香港配音：梁少霞）

五郎的妻子。
- 福田茜：上杉美風

五郎和安江的養女。
- 竹內邦子：白石美帆（香港配音：曾佩儀）

酒吧「月時計」的老闆娘。

#### 東京的其他人們
- 綿引正義：龍星涼（香港配音：李凱傑）

赤坂五丁目派出所的警察。
- 高島雄大：井之脇海（香港配音：關令翹）

幸子的丈夫，向島電機合唱團指導老師。
- 安部善三：齊藤曉（日语：斉藤暁）（香港配音：葉振聲）

三男工作的日本橋「安部米店」的老闆。
- 安部沙織（安部さおり）：伊藤沙莉（香港配音：鄭麗麗）

善三的女兒，本名安部米子。
- 原田：諏訪太朗（日语：諏訪太朗）

兩國的肥皂工廠的老闆。
- 武道館主持人：派崔克・哈蘭（Patrick Harlan）

聲音演出。披頭四日本演唱會的主持人。
- 披頭四粉絲：鈴木阿美里（日语：鈴木アメリ）（香港配音：詹健兒）

因島谷與宗男的好心而得到披頭四門票的女粉絲。
- 川本世津子：菅野美穗（香港配音：劉惠雲）

「鈴振亭」的常客，一線女演員。
- 谷：酒井靖乃（日语：和泉ちぬ）（香港配音：黃玉娟）

世津子的經紀人。
- 平田：渡部雄作（日语：渡部雄作）（香港配音：招世亮）

世津子的司機。
- 武本：水田航生

電視節目「夜晚的荒誕秀」的助理製作人。
- 水原道雄（水原みちお）：茂木淳一（日语：茂木淳一）（香港配音：張炳强）

電視節目「夜晚的荒誕秀」、「家人一起來唱歌」的主持人。
- 藤原小卷：岡田茜（日语：岡田茜）（香港配音：曾佩儀）

電視節目「夜晚的荒誕秀」、「家人一起來唱歌」的主持人。
- 牧伸二：竹內榮二（日语：ウクレレえいじ）

電視節目「夜晚的荒誕秀」的演出者。
- 佐藤：佐藤遙子（香港配音：袁淑珍）

電視購物廣告的演出者。
- 益智節目主持人：押阪忍（日语：押阪忍）

問答益智節目「智力競賽3Q」的主持人。
- 小水勉三：大水洋介（日语：大水洋介）

豐子參加的問答益智節目「智力競賽3Q」的最終對手，東京大學工學部學生。
- 時代劇導演：竹若元博（日语：竹若元博）

時子參加錄影的時代劇導演。
- 松永悠馬：大山真志

阿富年輕時的戀人，1967年夏天逝世。
- 世津子的叔叔：中野英樹（日语：中野英樹）

東京乳品店老闆，收養父母重病去世的世津子，世津子成名後，養成揮霍的壞習慣。
- 芳江：宮地雅子（日语：宮地雅子）

世津子的阿姨。

### 其他人物
- 澄子的祖母：大方斐紗子（日语：大方斐紗子）

平常總是駝背，在澄子腳骨折時攙扶她回家。
- 夏井清子：田村田龜（日语：田村たがめ）

優子的母親。
- 優子的丈夫：前原瑞樹（日语：前原瑞樹）

秋田的水產加工公司的第二代。
- 島谷赳夫：北見敏之（日语：北見敏之）

純一郎的父親。
- 片岡龍二：古市耕太郎（日语：古市コータロー）

早苗的戀人。

## 播出日程
| 1                                                       | 1－6     | 2017年4月3日－4月8日 （爸爸回家了！）      | 黑崎博            | 19.4% |
| 2                                                       | 7－12    | 4月10日－4月15日 （不要哭，要笑啊）        | 黑崎博            | 19.2% |
| 3                                                       | 13－18   | 4月17日－4月22日 （迎接明天向前跑！）      | 福岡利武          | 19.3% |
| 4                                                       | 19－24   | 4月24日－4月29日 （啟程之時）              | 黑崎博            | 19.1% |
| 5                                                       | 25－30   | 5月1日－5月6日 （少女們，注意安全！）      | 田中正            | 18.2% |
| 6                                                       | 31－36   | 5月8日－5月13日 （吹響青春之歌）           | 田中正            | 19.6% |
| 7                                                       | 37－42   | 5月15日－5月20日 （椰子果實們的夢想）      | 福岡利武          | 19.8% |
| 8                                                       | 43－48   | 5月22日－5月27日 （哈密瓜色的夏日回憶）    | 渡邊哲也          | 19.3% |
| 9                                                       | 49－54   | 5月29日－6月3日 （微小的星星，微弱的光芒） | 田中正            | 19.2% |
| 10                                                      | 55－60   | 6月5日－6月10日 （請來一份谷田部峰子）     | 黑崎博            | 19.2% |
| 11                                                      | 61－66   | 6月12日－6月17日 （歡迎來到茜莊！）        | 福岡利武          | 19.6% |
| 12                                                      | 67－72   | 6月19日－6月24日 （內心話與，春風）        | 渡邊哲也          | 19.8% |
| 13                                                      | 73－78   | 6月26日－7月1日 （披頭四要來了）                 | 田中正            | 20.6% |
| 14                                                      | 79－84   | 7月3日－7月8日 （我會笑著活下去！）        | 川上剛            | 20.4% |
| 15                                                      | 85－90   | 7月10日－7月15日 （不小心戀愛了）          | 渡邊哲也          | 19.9% |
| 16                                                      | 91－96   | 7月17日－7月22日 （愛的小傘與敲門）        | 堀内裕介          | 20.5% |
| 17                                                      | 97－102  | 7月24日－7月29日 （命運之人）              | 黑崎博            | 21.1% |
| 18                                                      | 103－108 | 7月31日－8月5日 （一定會沒問題的）         | 田中正            | 22.4% |
| 19                                                      | 109－114 | 8月7日－8月12日 （我回來了。歡迎回來。）   | 黑崎博            | 22.4% |
| 20                                                      | 115－120 | 8月14日－8月19日 （接下來，請聽題目）      | 松木健祐          | 20.9% |
| 21                                                      | 121－126 | 8月21日－8月26日 （吹起迷你裙的旋風）      | 川上剛            | 21.4% |
| 22                                                      | 127－132 | 8月28日－9月2日 （尋找崔姬！）             | 渡邊哲也          | 22.0% |
| 23                                                      | 133－138 | 9月4日－9月9日 （贈送少女們花束）          | 堀内裕介 松木健祐 | 21.8% |
| 24                                                      | 139－144 | 9月11日－9月16日 （將赤紅的心獻給你）      | 田中正 板垣麻衣子 | 21.7% |
| 25                                                      | 145－150 | 9月18日－9月23日 （最喜歡了）              | 福岡利武          | 22.1% |
| 26                                                      | 151－156 | 9月25日－9月30日 （再見了，眼淚君）        | 黑崎博            | 23.0% |
| 平均收視率20.4%（收視率由Video Research於關東地區統計） |          |                                            |                   |       |

## 製作團隊
- 編劇：岡田惠和
- 音樂：宮川彬良
- 主題曲：桑田佳祐「青春廣場」[18]（TAISHITA Label Music / SPEEDSTAR RECORDS）
- 旁白：增田明美
- 一週回顧暨5分鐘搶先看（一週總集篇）主持人：近江友里惠（NHK主播）
- 副聲道解説：松田佑貴
- 導演：黑崎博、田中正、福岡利武、渡邊哲也、川上剛、堀内裕介、松木健祐、板垣麻衣子
- 製作人：山本晃久
- 製作統籌：菓子浩

## 獲獎
| 年份   | 名稱                     | 獎項     | 得獎者                                                                   | 結果 |
| ------ | ------------------------ | -------- | ------------------------------------------------------------------------ | ---- |
| 2017年 | 第9回 CONFiDENCE日劇大獎 | 作品賞   | 少女的時代                                                               | 獲獎 |
| 2017年 | 第9回 CONFiDENCE日劇大獎 | 女配角賞 | 和久井映見                                                               | 獲獎 |
| 2017年 | 第9回 CONFiDENCE日劇大獎 | 劇本賞   | 岡田惠和                                                                 | 獲獎 |
| 2017年 | 第94回日劇學院賞         | 作品賞   | 少女的時代                                                               | 提名 |
| 2017年 | 第94回日劇學院賞         | 女主角賞 | 有村架純                                                                 | 獲獎 |
| 2017年 | 第94回日劇學院賞         | 女配角賞 | 木村佳乃                                                                 | 提名 |
| 2017年 | 第94回日劇學院賞         | 主題曲賞 | 《青春廣場》桑田佳祐                                                     | 獲獎 |
| 2017年 | 第94回日劇學院賞         | 導演賞   | 黑崎博、田中正、福岡利武、渡邊哲也、川上剛、堀內裕介、松木健祐、板垣麻衣 | 提名 |
| 2017年 | 第94回日劇學院賞         | 劇本賞   | 岡田惠和                                                                 | 獲獎 |
| 2017年 | 第94回日劇學院賞         | 特別賞   | 片頭畫面                                                                 | 獲獎 |

## 外部連結
- NHK官方網站（日語）
- 中文劇情概要 （页面存档备份，存于）（繁體中文）

| 日本 NHK 連續電視小說                    | 日本 NHK 連續電視小說                   | 日本 NHK 連續電視小說 |
| ---------------------------------------- | --------------------------------------- | --------------------- |
|                                          | （2017年4月3日－9月30日）               |                       |
| 別嬪小姐 （2016年10月3日－2017年4月1日） | 笑天家 （2017年10月2日－2018年3月31日） |                       |

| 臺灣 緯來日本台 週一至週五 21:00至22:00 | 臺灣 緯來日本台 週一至週五 21:00至22:00      | 臺灣 緯來日本台 週一至週五 21:00至22:00 |
| --------------------------------------- | -------------------------------------------- | --------------------------------------- |
|                                         | 少女的時代 （2017年10月30日－2018年1月10日） |                                         |
| （2017年10月16日－2017年10月27日）      | （2018年1月11日－2018年1月24日）             |                                         |

| 香港 myTV SUPER 日劇台 星期六、日 15:30 - 16:30、18:30 - 19:30及21:30 - 22:30 | 香港 myTV SUPER 日劇台 星期六、日 15:30 - 16:30、18:30 - 19:30及21:30 - 22:30 | 香港 myTV SUPER 日劇台 星期六、日 15:30 - 16:30、18:30 - 19:30及21:30 - 22:30 |
| --- | ----------------------------------------------------------------------------- | ----------------------------------------------------------------------------- |
| | （2018.04.21 - 2018.10.14）                                                   |                                                                               |
| （2017.10.28 - 2018.04.15） | （2018.10.20 - 2018.11.24）                                                   |                                                                               |
| 香港 J2 每日 18:30 - 19:30 （如當日為賽馬夜將改為17:30/17:35/17:40/18:00-18:30/19:00）播出 |                                                                               |                                                                               |
| （星期一至五） 燦爛的遺產 （2020年6月2日－2020年7月21日）（星期六） 小明星大跟班 （第二輯，1-24集） （2020年2月15日－2020年7月25日） 【剩餘集數改為17:30-18:30繼續播放】（星期日） （18:00-20:00） 超人回來了（第九輯） （2020年1月12日－2020年7月26日） | 雛鳥 （2020年7月22日－2020年9月13日）                                         | 歡樂頌2 （2020年9月14日－2020年11月7日）                                      |

| 臺灣 大愛電視 星期一至五 02:30 - 03:00 | 臺灣 大愛電視 星期一至五 02:30 - 03:00     | 臺灣 大愛電視 星期一至五 02:30 - 03:00 |
| -------------------------------------- | ------------------------------------------ | -------------------------------------- |
|                                        | 少女的時代 （2023年10月17日—2024年2月1日） |                                        |
| 夏空 （2023年6月29日—2023年10月16日）  | 花子與安妮 （2024年2月2日—2024年9月6日）   |                                        |